# Ford Explorer Sport Trac
Der Ford Explorer Sport Trac ist ein Mittelklasse-Pick-up, den Ford hauptsächlich in Nordamerika anbot. Der Sport Trac basiert auf dem SUV Ford Explorer und wurde von 2000 bis 2010 hergestellt. Dieser Pick-up ist nach Größe, Leistung und Preis zwischen dem Ranger und der F-Serie einzuordnen. Seine Konkurrenten sind Mittelklasse-Doppelkabiner und -Pick-ups, wie der Honda Ridgeline und der Dodge Dakota. Im ersten Verkaufsjahr in den USA gab es eine Warteliste von über drei Monaten.

## Erste Generation (2001–2005)

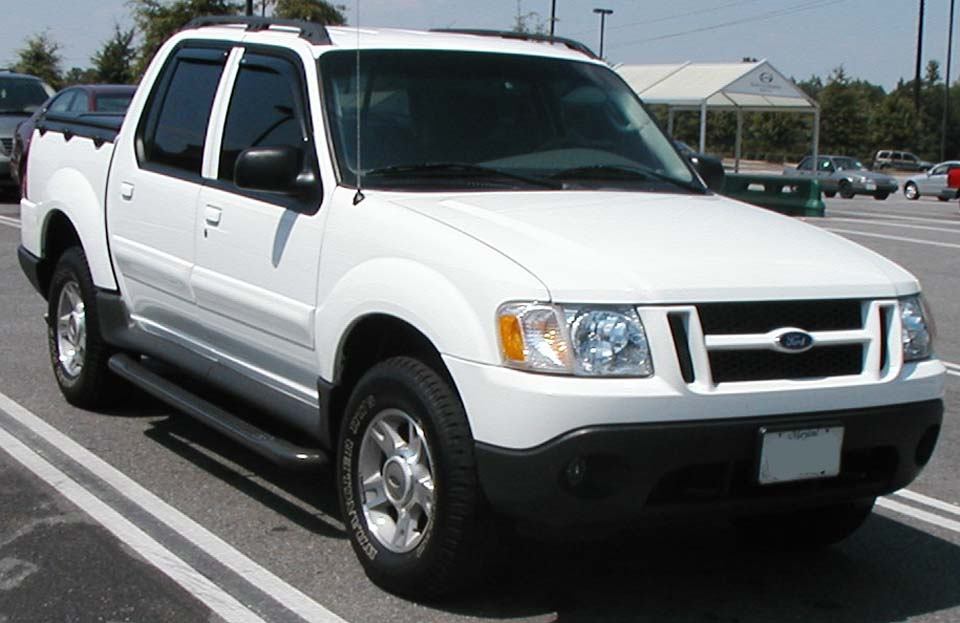
Ford Explorer Sport Trac (2003)

Der Explorer Sport Trac wurde im Jahre 2000 als Modell 2001 eingeführt. Man baute ihn auf dem verlängerten Fahrgestell eines Explorer, aber mit einer kleinen Ladefläche hinter den normalen vier Türen des SUV. Auf Wunsch gab es auch eine Pritschenverlängerung. Die Pritsche bestand komplett aus gefüllten Kunststoffen und üblicherweise gab es ab Werk einen Tonneau-Aufsatz aus Hartkunststoff. Der Pick-up hatte eine stärker konturierte Front, wie sie der zweitürige Explorer später auch bekam. Im Modelljahr 2003 verschwand die Bezeichnung „Explorer“ von den Türen. Das rauere Aussehen setzte sich auch innen fort, wo es nur einen komplett mit einer Gummimatte ausgelegten Boden gab. Teppichboden war nicht lieferbar. Anstatt des bei Pick-ups üblichen Schiebefensters hinten hatte der Sport Trac ein elektrisch betätigtes „Breezeway“-Fenster. Der 4,0 l-V6-Motor von Ford-Köln mit 210 bhp (154 kW) war der einzig verfügbare Motor. Diese erste Generation des Sport Trac blieb bis 2005 in Fertigung. Im Juni 2005 rollte das letzte Exemplar dieser Serie vom Band.
Im Frühjahr 2006 wurde ein neuer Sport Trac für das Modelljahr 2007 eingeführt. Er basierte auf dem neuen, größeren Explorer der 4. Generation. Anders als sein Vorgänger kann er auf Wunsch mit einem 4,6 l-V8-Motor mit 24 Ventilen ausgestattet werden. Der Sport Trac der zweiten Generation hat im Gegensatz zu seinem Vorgänger einen komplett neuen verstärkten Rahmen und Einzelradaufhängung an allen vier Rädern. Um auch die Sicherheit zu erhöhen, führte man die Systeme AdvanceTrac und Roll Stability Control als Serienausstattung ein. Den Sport Trac gab es in zwei Ausstattungsvarianten (anstatt vier, wie beim Explorer). Es gibt kein Grundmodell und kein Modell mit mittlerer Ausstattung, wie beim Explorer. Es gibt ein Modell in gehobener Ausstattung, den XLT und das Spitzenmodell Limited. Beide Ausstattungslinien gibt es auch beim Explorer. Als Zusatzausstattung für 2008 war das Ford-SYNC-Paket erhältlich, das Kommunikations- und Informationstechnologie für die Insassen enthält.
Eine Sonderserie von SVT namens Sport Trac Adrenalin war für 2007 geplant, wurde aber gestrichen. Allerdings kehrte der Adrenalin 2008 wieder als Sportversion des Sport Trac mit geschwärztem Kühlergrill und geschwärzten Zierleisten.